# Tanychorella parvula
Tanychorella parvula är en stekelart som beskrevs av Alexandr Rasnitsyn 1975. Tanychorella parvula ingår i släktet Tanychorella och familjen brokparasitsteklar. Inga underarter finns listade i Catalogue of Life.